# Oratorio di San Sebastiano (Chiusavecchia)
L'oratorio di San Sebastiano è un luogo di culto cattolico situato nel comune di Chiusavecchia, in via IV Novembre, in provincia di Imperia.

## Storia e descrizione
Il primo impianto dell'oratorio, ubicato nei pressi della borgata di Garsi a Chiusanico, risalirebbe alla seconda metà del Quattrocento. Fu grazie al contributo economico delle famiglie della borgata che tra gli anni 1633-1634 la struttura venne completamente riedificata in forme più ampie.
Con il rifacimento e ammodernamento della nuova strada per il Piemonte, un tratto dell'odierna strada statale 28 del Colle di Nava, l'edificio religioso risultò d'intralcio ai lavori tanto che, in un periodo intorno al 1830, fu demolito e ricostruito nelle adiacenze con fondi provenienti dal governo del Regno di Sardegna.
La facciata, invertita rispetto al precedente edificio seicentesco, si presenta con un portale del Quattrocento con architrave a mensola e timpano, sovrastato da una nicchia già contenente un'effigie della Madonna di Trapani del XVII secolo. Dal tetto si eleva il piccolo campanile a vela con cupoletta sferica rivestita da lastre di pietra locale.
All'interno, sull'altare, è collocato il dipinto della Madonna del Rosario tra i santi Domenico, Francesco di Sales, Fabiano e Sebastiano, di ignoto artista del luogo e databile al Seicento.